# Chef (héraldique)
Pour les articles homonymes, voir Chef.
Le chef est utilisé en héraldique avec deux significations voisines mais distinctes :
1. comme pièce occupant le tiers supérieur du champ, il est alors précédé de l'article (le, au) ;
2. soit comme indication de la partie supérieure du champ, il est alors précédé de la préposition « en ».

De gueules aux trois bandes d'or, au chef d'azur chargé de trois canettes d'argent.
De gueules à la bande d'argent accompagnée en chef d'une rose de même.

## Le chef, pièce honorable et ses variantes
Par défaut le chef a une hauteur de 2/7 à 1/3 de la hauteur de l'écu. Réduit au 2/3 de sa hauteur, il se blasonne comble, parfois d'une façon discutable chef retrait; Il est dit « rompu » quand il est réduit à 1/3 de sa hauteur, mais est indiqué par Amédée de Foras comme « sans emploi », « que les exemples que l'on trouverait résulteraient d'une mauvaise interprétation ».

### Variation de forme
La ligne de séparation inférieure du chef n'est pas nécessairement droite et peut, comme pour les autres pièces, être modifiée par des attributs tels que le denché, le cannelé, le bastillé, l'émanché, etc. Toutefois certaines formes donnent au chef une appellation particulière, ainsi le chef triangulaire, formé de deux lignes partant des angles du chef et se réunissant au point d'honneur qu'on ne trouve guère que dans les blasons lorrains de R.-A. Louis). On trouve défini un chef (tombant à) dextre (et son symétrique à senestre) mais sans exemple d'utilisation. Il est abaissé lorsqu'il ne touche pas le bord supérieur de l'écu.

### Combinaisons
Un groupe particulier de pièces se forme lorsque le chef de l'écu et une autre pièce qui lui est unie, comme une bande, un pal, un chevron, se trouvent dans les armoiries sans ligne de séparation et dans la même teinture.

Chef-pal.
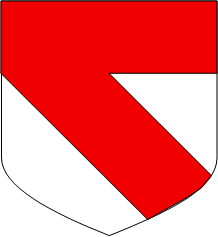
Chef bande.
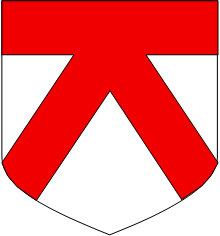
Chef-chevron.